# Infiniti Q30
Infiniti Q30 — хетчбек, що вироблявся Infiniti, люксовим підрозділом Nissan з 2015 по 2019 роки. 

## Опис

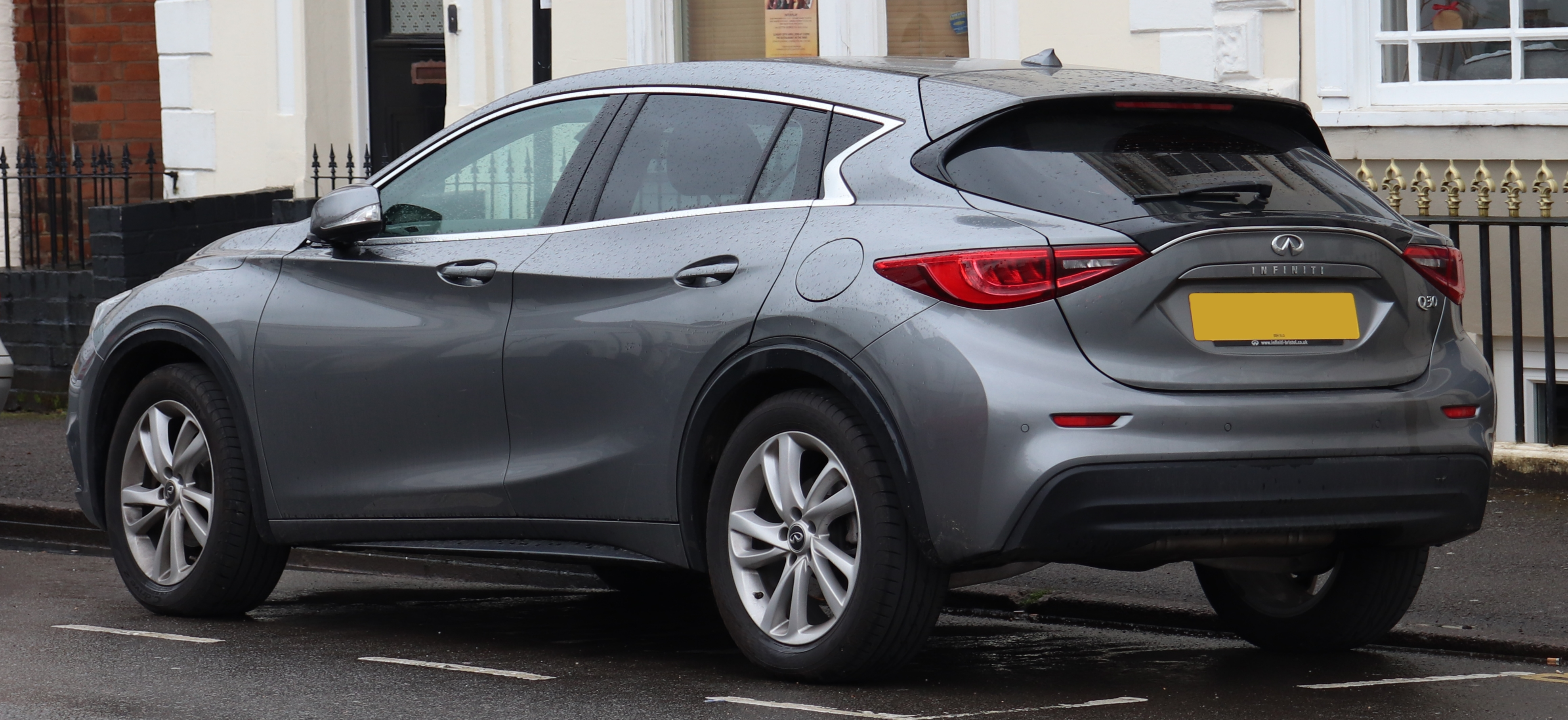
Infiniti Q30

Автомобіль базується на платформі моделі Mercedes A-класу, форма кузова хетчбек. Повнопривідна версія у вигляді кросовера з дещо зміненим зовнішнім виглядом, має назву Infiniti QX30.
Концепт цього авто був представлений на Франкфуртському автосалоні 2013 року і майже без змін у дизайні надійшов у серійне виробництво. Початок продажу запланований на середину 2015 року.

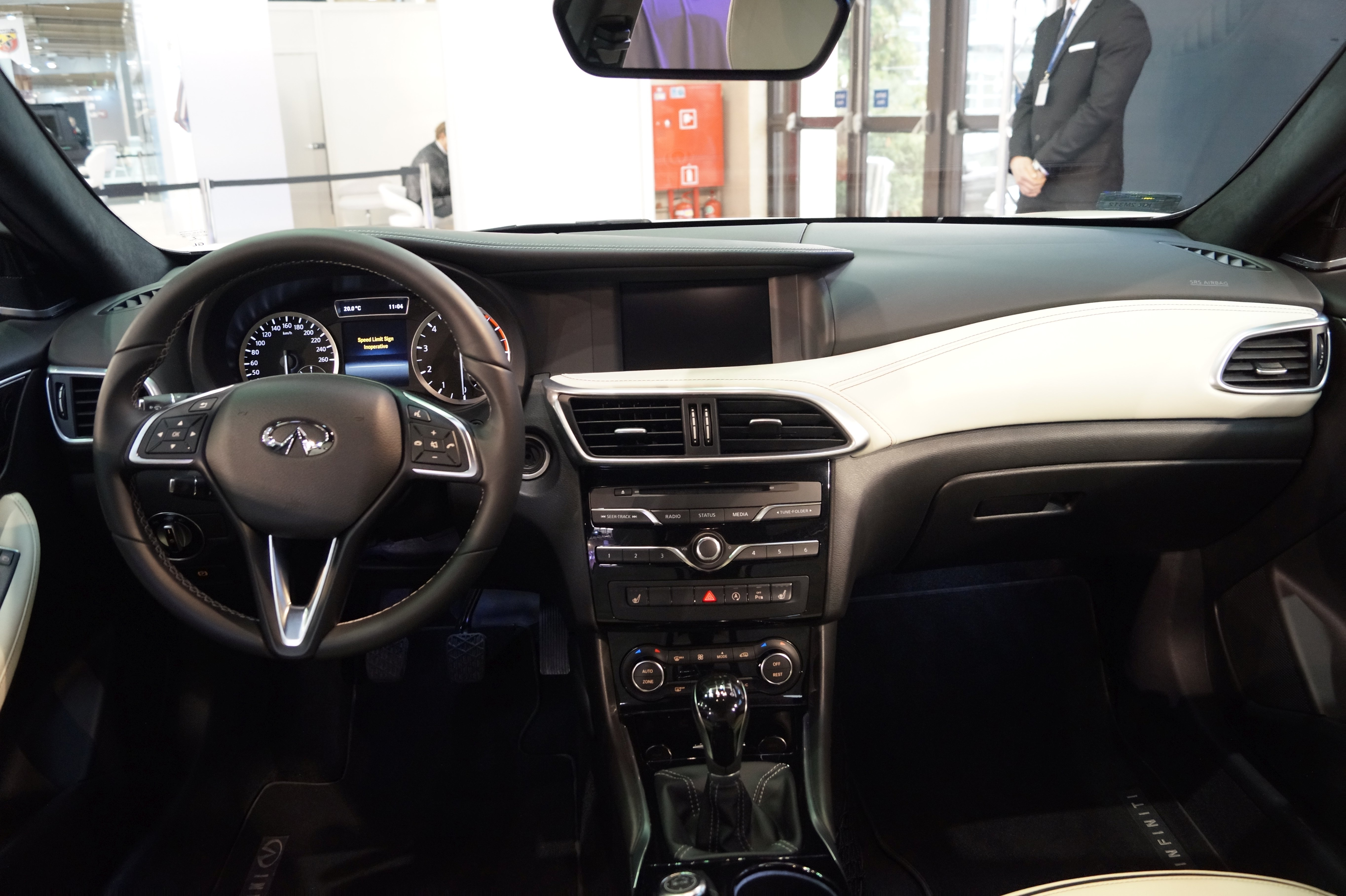
Салон Infiniti Q30

Автомобіль побудований на платформі MFA концерну Mercedes. Двигуни: 1.6-літровий бензиновий, що планується отримати від фірми Renault; 2.0-літровий CDi-дизельний від Mercedes, такий же як і на базових версіях CLA, GLA і С-класу.
Q30 конкурував з Audi A3, BMW 1 серії та Mercedes A-класу.
Виробництво завершилося в 2019 році через те, що Infiniti пішла з європейського ринку.

## Двигуни
- 1.6 л M270 Р4 Turbocharged 122 к.с.
- 1.6 л M270 Р4 Turbocharged 156 к.с.
- 2.0 л M270 Р4 Turbocharged 211 к.с.
- 1.5 л OM607 Diesel Р4 109 к.с.
- 2.2 л OM651 Diesel Р4 170 к.с.

## Виноски
1. ↑  Autoblog: Infiniti Q30 prototype spotted winter testing  19.02.2015. Архів оригіналу за 24 березня 2015. Процитовано 19 лютого 2015. Autoblog: Infiniti Q30 prototype spotted winter testing (англ.) 19.02.2015
2. ↑  Autobild: So kommt Nissans A-Klasse [Архівовано 18 лютого 2015 у Wayback Machine.](нім.), 13.11.2015